# Bauko
Bauko é um município de  quarta classe de renda municipal (d) na província Província da Montanha, nas Filipinas. De acordo com o censo de 1 de maio  de  2020 possui uma população de 32 021 pessoas e 7 360 domicílios.